# 484
484 (CDLXXXIV na numeração romana) foi um ano bissexto do século V do Calendário Juliano, da Era de Cristo. as suas letras dominicais foram A e G (52 semanas). Teve início a um domingo e terminou a uma segunda-feira.
| Ano completo                       |
| ---------------------------------- |
| Ano bissexto com início ao domingo |

## Eventos
- Primeiro cisma do cristianismo
- Fundação do Reino Visigótico na Espanha.
- Os hunos atacam o Império Sassânida.

### Dezembro
- 23 de dezembro — Hunerico morre e é sucedido por seu sobrinho Guntamundo, que se torna rei dos vândalos. Durante o seu reinado, os cristãos são protegidos da perseguição.
- 28 de dezembro — Alarico II sucede a seu pai Eurico e torna-se rei dos visigodos. Ele estabelece sua capital em Aire-sur-l'Adour (Gália do Sul).

## Mortes
- 23 de dezembro - Hunerico, Rei dos Vândalos e Alanos.
- Eurico, rei dos visigodos.
- Imperador Seinei (清寧天皇, Seinei-tennō) foi o 22º Imperador do Japão, na lista tradicional de sucessão, nasceu em 442.[1]